# Nazionale maschile under 21 di calcio della Scozia
La nazionale scozzese di calcio Under-21 è la rappresentativa calcistica della Scozia ed è posta sotto l'egida della Scottish Football Association.
Partecipa al campionato europeo di categoria che si tiene ogni due anni.

## Partecipazioni ai tornei internazionali

### Europeo U-21
- 1978: Non qualificata
- 1980: Quarti di finale
- 1982: Semifinale
- 1984: Quarti di finale
- 1986: Non qualificata
- 1988: Quarti di finale
- 1990: Non qualificata
- 1992: Semifinale
- 1994: Non qualificata
- 1996: Quarto posto
- 1998: Non qualificata
- 2000: Non qualificata
- 2002: Non qualificata
- 2004: Non qualificata
- 2006: Non qualificata
- 2007: Non qualificata
- 2009: Non qualificata
- 2011: Non qualificata
- 2013: Non qualificata
- 2015: Non qualificata
- 2017: Non qualificata
- 2019: Non qualificata
- 2021: Non qualificata

## Tutte le Rose

### Europei
Campionato d'Europa Under-21 UEFA 19961 Stillie, 2 Marshall, 3 McNamara, 4 Pressley, 5 Dailly, 6 Fullarton, 7 Crawford, 8 Miller, 9 Hamilton, 10 Donnelly, 11 Johnston, 12 Meldrum, 13 Gray, 14 Baker, 15 Glass, 16 Murray, 17 Liddell, 18 McLaughlin, CT: Craig